# Awesome Possum Kicks Dr. Machino's Butt!
 (novembre 2018).
Si vous disposez d'ouvrages ou d'articles de référence ou si vous connaissez des sites web de qualité traitant du thème abordé ici, merci de compléter l'article en donnant les références utiles à sa vérifiabilité et en les liant à la section « Notes et références ».
Awesome Possum Kicks Dr. Machino's Butt! est un jeu vidéo de plates-formes sorti en 1993 sur Mega Drive. Le jeu a été développé et édité par Tengen.